# Дитликон
Дитликон (нем. Dietlikon) — коммуна в Швейцарии, в кантоне Цюрих.
Входит в состав округа Бюлах. Население составляет 6906 человек (на 31 декабря 2007 года). Официальный код — 0054.